# La controra
La controra è un cortometraggio del 2021 diretto da Paolo Sideri, con protagonista Lucianna De Falco. Il film è noto anche con il titolo internazionale The Sultry Hour.

## Trama
Nell'estate del 1989, a Napoli, Giordano e sua sorella Ines si incontrano nella loro casa d'infanzia per affrontare un conflitto irrisolto. In una giornata torrida, con la città avvolta dalla controra estiva, emergono tensioni, rancori nascosti e desideri repressi. Nel frattempo, Giordano vive una vita senza scopo, abbandonato all'ubriachezza e senza lavoro. Questo ritorno alla loro casa d'infanzia diventa il palcoscenico di un confronto intenso, accentuato dal sole cocente del primo pomeriggio, mettendo a dura prova il legame tra i due fratelli.

## Produzione
Il cortometraggio, prodotto da PICSAT Group, è stato parzialmente girato a Napoli, in un appartamento situato nel centro del quartiere Vomero, e in Abruzzo, a Lanciano, su un set appositamente ricostruito. Le riprese si sono svolte nell'arco di quattro giorni.

## Distribuzione
Il cortometraggio è stato distribuito nel circuito festivaliero italiano ed internazionale grazie a Associak Distribuzione ed ha fatto il suo debutto in concorso al 26° Capri Hollywood Film Festival. A partire dal 15 gennaio 2023, è accessibile al pubblico sulla piattaforma on-demand "WeShort" , dedicata al cinema breve.

## Riconoscimenti
- 2021 – Capri Hollywood Film Festival
  - in concorso per il miglior cortometraggio
- 2022 - Festival Internazionale del Cortometraggio "Corti sul Lettino"
  - Menzione speciale per la miglior interpretazione femminile a Lucianna De Falco[5]
- 2022 - Gulf of Naples Independent Film Festival
  - Premio Endas al miglior cast[6]
- 2022 - Noto International Film Festival
  - finalista per il Premio Mario Monicelli alla miglior regia[7]
- 2022 - Fano International Film Festival
  - Menzione speciale della giuria[8]